# Virago

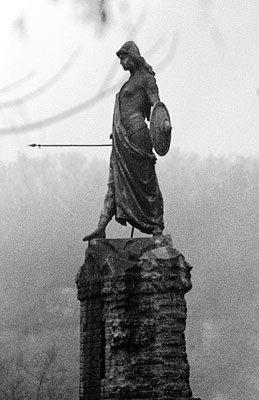
Bronze d'una jove guerrera amb vestit llombard. Francesco Porzio, Monumento a la difesa di Casale, 1897

Una virago és una dona que demostra nombroses virtuts masculines o, simplement, una dona homenívola. La paraula prové de la paraula llatina virāgō (genitiu virāginis) que significa «vigorós» de vir que significa «home» o «semblant a un home» (cf. viril i virtut) a la qual s'afegeix el sufix -āgō, un sufix que crea un nou substantiu de la tercera declinació amb gènere gramatical femení. Històricament, el terme tenia sovint una connotació positiva i reflectia l'heroisme i qualitats exemplars de masculinitat. Amb tot, també podia ser pejoratiu, referint-se a una dona que és masculina i sense de les virtuts femenines tradicionals (gallimarsot), en particular, dones que actuaven agressivament o com a homes. La paraula virago gairebé sempre ha tingut una associació amb la transgressió de gènere cultural. Hi ha casos documentats de viragos (com Juana d'Arc) participant en batalles, vestint roba d'home o rebent la tonsura.

## Història
Històricament, el concepte de virago es remunta a l'antiguitat. La filosofia hel·lenística afirmava que els homes d'elit i excepcionalment heroics tenien virtus (en grec, ἀνδρεία, romanitzat: andreia). La Virtus (una vegada més vinculada a vir, l'home valent que respecta els valors i l'ètica més alts de la societat en oposició a homo, l'ésser humà) definia els trets d'excel·lència per a un home en l'antiga Roma (i Grècia), incloent el valor i l'heroisme, però també la moralitat i la força física. Dones i homes que no pertanyien a l'elit o no eren heroics (esclaus, servents, artesans, comerciants) eren considerats una categoria menor i es creia que eren menys excel·lents en moralitat romana. No obstant això, si una dona era prou excepcional, podia guanyar el títol de virago. En fer-ho, superava les expectatives del que es creia possible per al seu gènere i encarnava l'agressió similar a la masculina i/o l'excel·lència. Virago era, llavors, un títol de respecte i admiració. En el cristianisme, es considerava que una monja o dona santa que s'havia tornat igual en divinitat als monjos a través del celibat, la pràctica i la devoció religiosa exemplar i la virginitat intacta, havia superat les «limitacions» de la seva feminitat i era anomenada virago.
Per la seva banda, l'escriptor llatí Fírmic Matern en el segle IV d. de C descriu les virago com a dones que assumeixen el caràcter d'un home i desitgen tenir relacions sexuals amb dones com els homes.
Els diccionaris moderns estàndard defineixen a virago com una dona homenenca i, en altres idiomes, en ordre de definició, com (1) una «dona sorollosa i autoritària»; una «harpia» o (2) una dona de «gran alçada, força i coratge». Per tant, virago continua estant associat tant amb el nomenament d'una dona que té (1) unes maneres dominants, abrasives i rancunioses, o (2) ha superat els estereotips culturals i de gènere per a personificar un heroisme masculí.

## Bíblia Vulgata
La Bíblia Vulgata, traduïda per Jeroni d'Estridó i d'altres en el segle IV d. C, va ser una de les primeres traduccions llatines de l'Antic Testament de la Bíblia hebrea. En Gènesi 2.23, Jeroni usa les paraules Vir per a home i Virago per a «dona» intentant reproduir un joc de paraules sobre «masculí» i «femení» (ish i ishah) que existia en el text hebreu.

La Vulgata diu:
Dixitque Adam hoc nunc us ex ossibus meis et car de carn pixa haec vocabitur virago quoniam de viro sumpta est.«I va dir Adam: Aquesta sí que és os dels meus ossos i carn de la meva carn; aquesta serà anomenada 'dona' (virago), perquè de l'home (viro) ha estat presa».
El poema en anglès mitjà Cursor Mundi conserva el nom llatí per a la dona en el seu relat de la creació:

Quen sco was broght be-for adam, Virago he gaf her to nam; þar for hight sco virago, ffor maked of the man was sco. (lines 631–34)«Quan ella va ser portada davant Adam, Virago va ser el nom que ell li va donar; per tant, ella es diu Virago, perquè ella va ser feta de l'home».